# 埃瓦尔达斯·济奥吉斯
埃瓦尔达斯·济奥吉斯（1996年9月26日—），生于拉塞尼艾，立陶宛男子篮球运动员，2023年三人篮球欧洲杯男子银牌得主、2024年夏季奥林匹克运动会男子三人铜牌得主。